# La Llena (Montmajor)
La Llena és un mas que hi ha a la parròquia de Montmajor, al Berguedà. La Llena està situada al sud-est del nucli de Montmajor, en el camí que va d'aquest poble a cal Fèlix i és veïna del mas la Figuera, que també té fitxa al mapa de patrimoni cultural de la Diputació de Barcelona. És un edifici considerat patrimoni immoble que té un ús residencial i és de titularitat privada. Està en un bon estat de conservació i no està protegit. Està inventariat en el mapa de patrimoni de la Generalitat amb el número IPAC-3505.

## Arquitectura
La planta de la masia és rectangular, té una coberta a doble vessant i el carener perpendicular a la façana principal que està orientada a migdia i té una gran alçada. En aquesta es veuen tres pisos simètrics. Igual que les altres masies d'estructura clàssica, el seu cos principal (en el que hi ha la sala) és més ample que els dos laterals. A la façana, el cos central és marcat per dos arcs de mig punt amb un pilar al mig que tornen a ser-hi en el primer i el segon pis. Als dos costats dels arcs hi ha un balcó (quatre en total). Hi ha quatre arcs que coincideixen amb els balcons i amb els arcs dels pisos superiors a la planta principal, tot formant un porxo enfront l'entrada. Les altres façanes de la casa també són simètriques. És una casa típica de finals del segle xviii que es va reformar a principis del segle xx. La pedra és el material bàsic de construcció i els balcons del pis superior i els arcs són fets de maó. A les golfes hi ha dues finestres de forma romboïdal de maons situats esglaonadament i que remarquen la simetria de la façana. A la façana posterior també hi ha la mateixa decoració, però només amb els arcs del pis de dalt perquè el lloc en el que hi ha la casa està desnivellat i en aquesta banda només hi ha dos pisos. Al costat nord de la casa hi ha una roca amb uns forats fets per a suportar alguna estructura que està recolzada a l'esquerra sobre un mur de grossos carreus de pedra que segurament és un mur de la primitiva construcció medieval.

## Història
La casa actual és de l'època moderna però té orígens medievals. Estava en el terme del Castell de Montmajor i pertanyia a la jurisdicció del monestir de Santa Maria de Serrateix.
Un pergamí del monestir de Serrateix del 1029 és quan surt esmentada per primera vegada: en aquest s'explica que es fa la donació del mas La Llena. El 1185 el "mansi Lena" és esmentat en un document en una llista dels masos que el monestir de Serrateix tenia a Montmajor i Correà. En un document de 1261 s'explica com l'abat del monestir de Serrateix fa establiment a Guillem de Barri pel mas La Llena per al qual ha de lliurar delme anual. El 1374 el mas la Llena ja formava part del Comtat de Cardona.
Entre el 1497 i el 1553 el mas podria haver estat abandonat perquè no apareix en aquest dos fogatges. Podria haver estat totalment reconstruït a partir del segle xviii, data a la que corresponen datacions en diversos llindes de la casa.